# Біра (селище міського типу)
Біра (рос. Бира) — смт у Облученському районі Єврейської автономної області Російської Федерації.
Входить до складу муніципального утворення Бірське міське поселення. Населення становить 2710 осіб (2018).

## Історія
Згідно із законом від 26 листопада 2003 року органом місцевого самоврядування є Бірське міське поселення.

## Населення
| 1939  | 1959  | 1970  | 1979  | 1989  | 2002  | 2009  |
| ----- | ----- | ----- | ----- | ----- | ----- | ----- |
| 6354  | ↗9121 | ↘5220 | ↘4484 | ↘4111 | ↗4311 | ↘3534 |
| 2010  | 2011  | 2012  | 2013  | 2014  | 2015  | 2016  |
| ↘3167 | ↘3151 | ↘3058 | ↘2953 | ↘2914 | ↘2889 | ↘2845 |
| 2017  | 2018  |       |       |       |       |       |
| ↘2773 | ↘2710 |       |       |       |       |       |